# Trofeo Sant'Ambrogio (pallacanestro maschile)
Il Trofeo Sant'Ambrogio è una competizione organizzata dalla famiglia Sant'Ambrogio su invito nella città di Reggio Calabria. Il torneo fondato 1970 in memoria di Mario Sant'Ambrogio (cestista reggino prematuramente scomparso) rappresenta nel panorama nazionale uno dei tornei di pallacanestro più longevi con 48 edizioni disputate al 2024.

## Storia
Le prime edizioni del torneo sono legate principalmente al campo di pallacanestro presente nel quartiere di Santa Caterina nella città di Reggio Calabria in cui vennero disputate le prime edizioni del torneo che crescerà d'importanza e prestigio assiema alla società cittadina la Cestistica Piero Viola.

Nel corso degli anni vedrà il susseguirsi di edizioni con la partecipazione di squadre provenienti dalla Serie A e dai principali campionati stranieri come l'AEK Atene o il K.K. Split. Il maggiore vincitore del torneo è la Pallacanestro Viola. Storicamente il torneo è stato organizzato nei principali impianti di Reggio Calabria come il PalaBotteghelle, il Pianeta Viola e il PalaCalafiore (usato come sede principale dalla sua inaugurazione nel 1990).

## Formula
La formula della competizione è variata nel corso delle edizioni. In genere ha visto la partecipazione di quattro formazioni che andranno a scontrarsi in 2 semifinali e le vincitrici in una finale disputato tutti i turni su gara unica.

## Albo d'oro
Elenco "parziale" delle società vincitrici delle 48 edizioni del Trofeo
- 1ª edizione (1970) ·
- 2ª edizione (1972) ·
- 3ª edizione (1973) ·
- 4ª edizione (1974) ·
- 5ª edizione (1975) ·
- 6ª edizione (1976) ·
- 7ª edizione (1977) ·
- 8ª edizione (1978) ·
- 9ª edizione (1979) ·
- 10ª edizione (1980) ·
- 11ª edizione (1981) ·
- 12ª edizione (1982) ·
- 13ª edizione (1983) ·
- 14ª edizione (1984) ·
- 15ª edizione (1985) ·
- 16ª edizione (1986) ·
- 17ª edizione (1987) ·  Juvecaserta
- 18ª edizione (1988) ·
- 19ª edizione (1989) ·
- 20ª edizione (1990) ·  Pallacanestro Viola
- 21° edizione (1993) ·
- 22ª edizione (1994) ·
- 23ª edizione (1995) ·
- 24ª edizione (1996) ·
- 25ª edizione (1997) ·
- 26ª edizione (1998) ·
- 27ª edizione (1999) ·
- 28ª edizione (2000) ·
- 29ª edizione (2001) ·
- 30ª edizione (2002) ·  Pallacanestro Viola
- 31° edizione (2003) ·
- 32ª edizione (2004) ·
- 33ª edizione (2005) ·
- 34ª edizione (2006) ·  Olimpia Milano
- 35ª edizione (2007) ·
- 36ª edizione (2008) ·
- 37ª edizione (2009) ·  Virtus Roma
- 38ª edizione (2010) ·
- 39ª edizione (2011) ·  Fortitudo Agrigento
- 40° edizione (2012) ·  Orlandina Basket
- 41° edizione (2013) ·  Basket Barcellona
- 42° edizione (2014) ·  Orlandina Basket
- 43° edizione (2015) ·  Basket Barcellona
- 44° edizione (2016) ·  Pallacanestro Viola
- 45° edizione A1 (2017) ·  Pallacanestro Brescia
- 45° edizione A2 (2017) ·  Pallacanestro Viola
- 46° edizione (2018) ·  Scafati Basket
- 47° edizione (2019) ·  Fortitudo Agrigento
- 48° edizione (2024) ·  Pallacanestro Viola

## Finali disputate
Elenco "parziale" delle finali disputate per l'assegnazione del Trofeo
| Edizione        | Data              | Sede                             | Vincitore             | Finalista                 | Risultato  |
| 17°             | 8 settembre 1987  | PalaBotteghelle, Reggio Calabria | Juvecaserta           | Libertas Livorno          | 86-85      |
| 20°             | 4 settembre 1990  | PalaBotteghelle, Reggio Calabria | Pallacanestro Viola   | Virtus Roma               | 87-79      |
| 34°             | 17 settembre 2006 | PalaCalafiore, Reggio Calabria   | Olimpia Milano        | Pallacanestro Viola       | 81-61      |
| 37°             | 26 settembre 2009 | PalaCalafiore, Reggio Calabria   | Virtus Roma           | Juvecaserta               | 62-53      |
| 39°             | 18 settembre 2011 | PalaCalafiore, Reggio Calabria   | Fortitudo Agrigento   | Pallacanestro Viola       | 77-71      |
| 40°             | 23 settembre 2012 | PalaCalafiore, Reggio Calabria   | Orlandina Basket      | Olimpia Matera            | 91-81      |
| 41°             | 23 settembre 2013 | PalaCalafiore, Reggio Calabria   | Basket Barcellona     | Orlandina Basket          | 96-76      |
| 42°             | 21 settembre 2014 | PalaCalafiore, Reggio Calabria   | Orlandina Basket      | Pallacanestro Viola       | 81-76      |
| 43°             | 26 settembre 2015 | PalaCalafiore, Reggio Calabria   | Basket Barcellona     | Fortitudo Agrigento       | 76-73      |
| 44°             | 18 settembre 2016 | PalaCalafiore, Reggio Calabria   | Pallacanestro Viola   | Napoli Basket             | 92-78      |
| 45°(Squadre A1) | 16 settembre 2017 | PalaCalafiore, Reggio Calabria   | Pallacanestro Brescia | Pallacanestro Cantù       | 2 vittorie |
| 45°(Squadre A2) | 17 settembre 2017 | PalaCalafiore, Reggio Calabria   | Pallacanestro Viola   | Napoli Basket             | 2 vittorie |
| 46°             | 29 settembre 2018 | PalaCalafiore, Reggio Calabria   | Scafati Basket        | Orlandina Basket          | 81-71      |
| 47°             | 22 settembre 2019 | PalaCalafiore, Reggio Calabria   | Fortitudo Agrigento   | Orlandina Basket          | 91-58      |
| 48°             | 20 settembre 2024 | PalaCalafiore, Reggio Calabria   | Pallacanestro Viola   | Basket Accademy Catanzaro | 87–61      |

## Statistiche

### Titoli vinti per squadra
Elenco "parziale" delle vittorie e dei piazzamenti nel Torneo
| Squadra                   | Vittorie | Secondi posti | Totale |
| ------------------------- | -------- | ------------- | ------ |
| Pallacanestro Viola       | 5        | 3             | 8      |
| Orlandina Basket          | 2        | 3             | 5      |
| Fortitudo Agrigento       | 2        | 1             | 3      |
| Basket Barcellona         | 2        | -             | 2      |
| Virtus Roma               | 1        | 1             | 1      |
| Scafati Basket            | 1        | -             | 1      |
| Pallacanestro Brescia     | 1        | -             | 1      |
| Olimpia Milano            | 1        | -             | 1      |
| Juvecaserta               | 1        | -             | 1      |
| Napoli Basket             | -        | 2             | 2      |
| Basket Accademy Catanzaro | -        | 1             | 1      |
| Pallacanestro Cantù       | -        | 1             | 1      |
| Olimpia Matera            | -        | 1             | 1      |
| Libertas Livorno          | -        | 1             | 1      |

### Titoli vinti per città
| Titoli | Città                          | Squadre               |
| ------ | ------------------------------ | --------------------- |
| 5      | Reggio Calabria                | Pallacanestro Viola   |
| 2      | Capo d'Orlando (ME)            | Orlandina Basket      |
| 2      | Agrigento                      | Fortitudo Agrigento   |
| 2      | Barcellona Pozzo di Gotto (ME) | Basket Barcellona     |
| 1      | Roma                           | Virtus Roma           |
| 1      | Scafati                        | Scafati Basket        |
| 1      | Brescia                        | Pallacanestro Brescia |
| 1      | Milano                         | Olimpia Milano        |
| 1      | Caserta                        | Juvecaserta           |